# Rajgród (gmina)
 (août 2024).
Si vous disposez d'ouvrages ou d'articles de référence ou si vous connaissez des sites web de qualité traitant du thème abordé ici, merci de compléter l'article en donnant les références utiles à sa vérifiabilité et en les liant à la section « Notes et références ».
La gmina de Rajgród est une commune urbaine-rurale polonaise de la voïvodie de Podlachie et du powiat de Grajewo. Elle s'étend sur 207,16 km2 et comptait 5 539 habitants en 2006. Son siège est la ville de Rajgród qui se situe à environ 19 kilomètres au nord-est de Grajewo et à 75 kilomètres au nord-ouest de Białystok.

## Villages
Hormis la ville de Rajgród, la gmina de Rajgród comprend les villages et localités de Bełda, Biebrza, Budy, Bukowo, Ciszewo, Czarna Wieś, Danowo, Karczewo, Karwowo, Kołaki, Kosiły, Kosówka, Kozłówka, Kuligi, Łazarze, Miecze, Orzechówka, Pieńczykówek, Pieńczykowo, Pikły, Przejma, Przestrzele, Rybczyzna, Rydzewo, Skrodzkie, Sołki, Stoczek, Tama, Turczyn, Wojdy, Wólka Mała, Wólka Piotrowska, Woźnawieś et Wykowo.

## Gminy voisines
La gmina de Rajgród est voisine des gminy de Bargłów Kościelny, Goniądz, Grajewo, Kalinowo et Prostki.